# Animal Mania
Animal Mania é um programa de televisão australiano (gravado em espanhol) sobre curiosidades do mundo animal apresentado por Nicole Grimberg. 
No Brasil, esta produção da Northern Pictures (empresa australiana) é exibida no canal pago Nat Geo Kids e em demais países da América Latina, como México, Chile, Paraguay, Colômbia e Argentina.

O programa é apresentado por Nicole Grimberg em sua casa na árvore de bambu.  Durante a exibição, você pode conhecer um animal ou outra espécia dele. São mostradas curiosidades e informações de animais ou ensinando alguma brincadeira para fazer com seu animal de estimação.